# Ulmus crassifolia
El Ulmus crassifolia Nutt., el cedro olmo de Texas o simplemente cedro olmo, es un árbol caducifolio nativo del sur y centro de Norteamérica, principalmente en el sur y este de Texas, sur deOklahoma, Arkansas y Louisiana, con pequeñas poblaciones al oeste de Misisipi, suroeste de Tennessee y el norte y centro de Florida; también está presente en el noreste de México. Es el olmo más común en Texas. El árbol normalmente crece bien en áreas planas del fondo de valles conocidas como 'pisos de cedro olmo'. El nombre común 'cedro olmo' deriva de la asociación de los árboles con los árboles juniperus, localmente conocidos como cedros.

## Descripción
El cedro olmo es un árbol caducifolio de tamaño mediano a grande que crece hasta los 24–27 m de alto con una copa redondeada. Las hojas son pequeñas, 2,5–5 cm de largo por 1,3–2 cm de ancho, con una base oblicua, y que permite distinguirlo del Ulmus serotina con el que se hibrida en la naturaleza. La caída de las hojas es tardía, a menudo a principios de invierno. Las flores perfectas sin petalos polinizadas por el viento se desarrollan a finales de verano o comienzos de otoño. Son pequeñas y poco llamativas, con un color rojizo-púrpura. El fruto es una pequeña sámara alada de 8–10 mm de largo, que madura rápidamente tras la floración a finales de otoño.

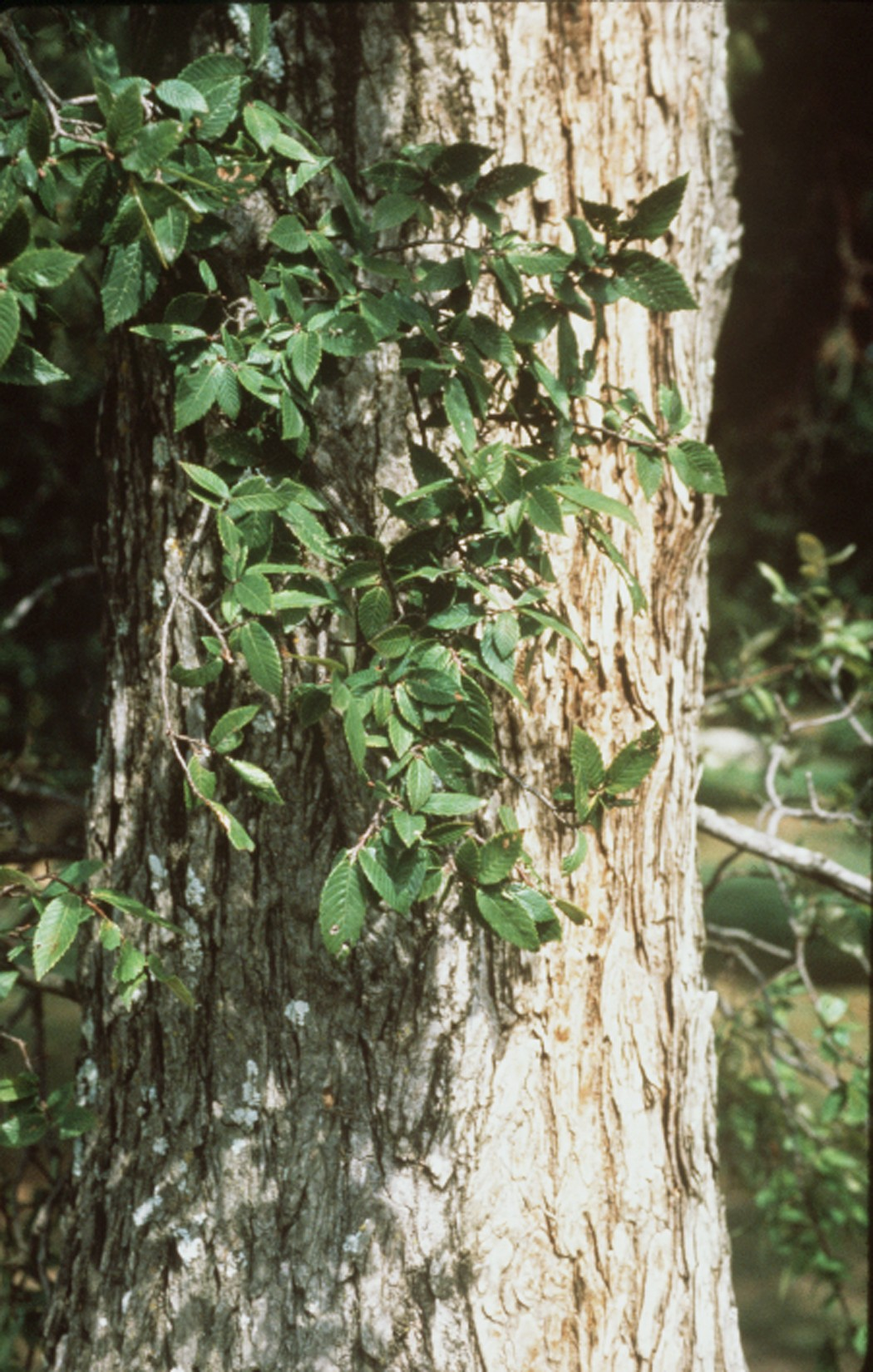
Corteza de U. crassifolia.
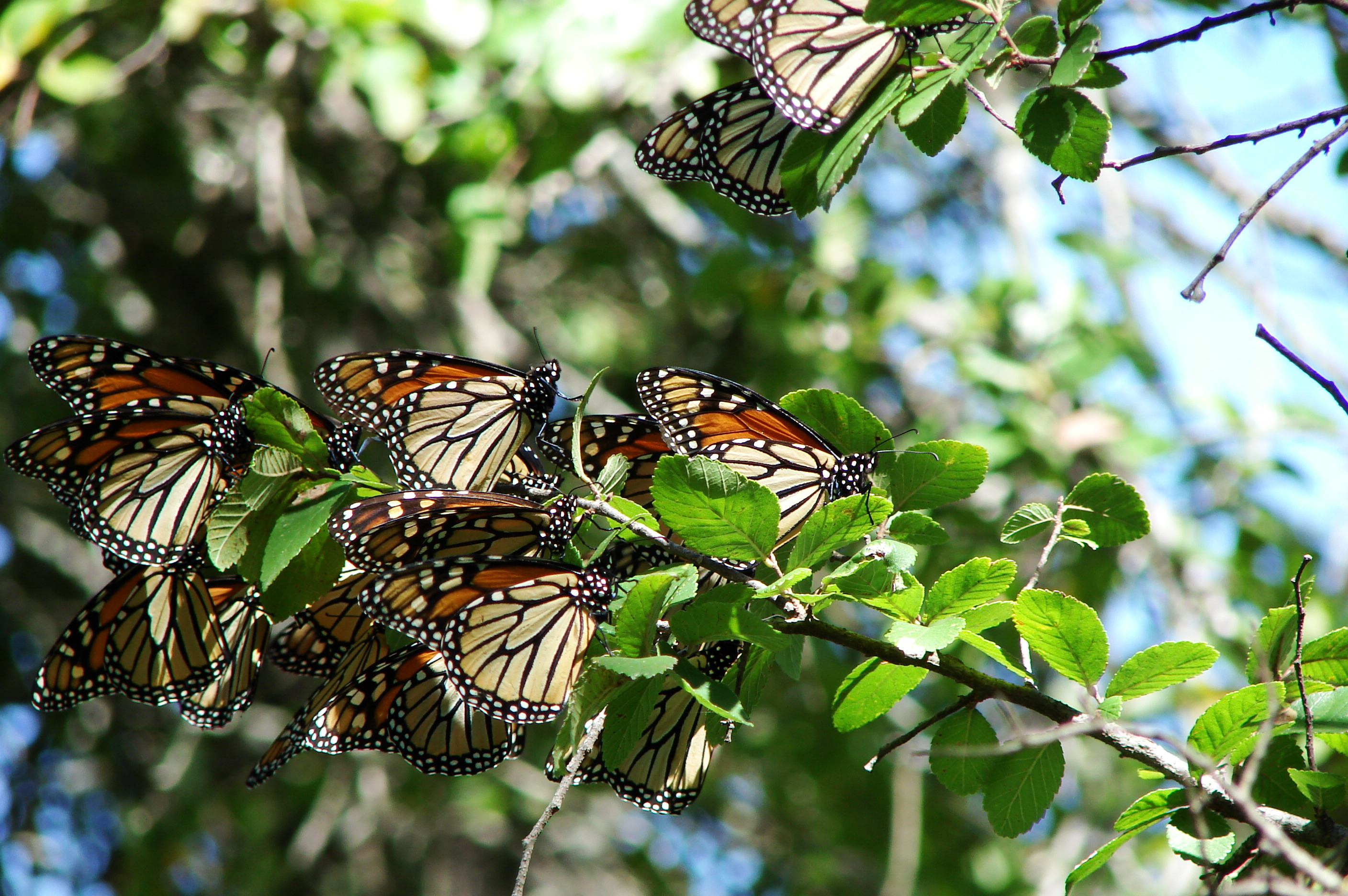
Mariposas monarca durante su migración en un cedro olmo en el centro de Texas.

## Plagas y enfermedades
El cedro olmo es susceptible a la grafiosis (DED), aunque en menor medida que el Ulmus americana, y también puede verse moderadamente dañado por el Xanthogaleruca luteola. El árbol también sufre de marchitez vascular; los síntomas a menudo se confunden con los de la grafiosis.
Los cedros olmos son muy susceptibles al muérdago. El muérdago es una planta parásita que enraíza dentro del sistema vascular del árbol, al que extrae los principales nutrientes y agua. En algunos casos, si no se retira puede destruir grandes secciones de arboleda e incluso causar la muerte de estas.

## Cultivo
Es extremadamente raro su cultivo en Europa, y Australasia. Henry (1913) y Bean (1988) notificaron que no fue posible ver esta especie en el norte de Europa, donde las plantas se secaban a menudo. El espécimen del Real Jardín Botánico de Edimburgo de 1902 denominado como U. crassifolia puede sobrevivir en Edimburgo debido a la práctica de distribuir los árboles dentro de otros árboles propios de la ciudad (como el Olmo Wentworth).

## Árboles notables
El campeón nacional de Estados Unidos medía 37 m de alto en 2001, creciendo en el Parque Estatal Meeman-Shelby de Tennessee.

## Cultivares
- Brazos Rim.

## Híbridos
- Ulmus × arkansana

## Presencia

### Norteamérica
- Arnold Arboretum. Acc. nos. 511-2002, 758-86, presentes en la naturaleza.
- Jardín Botánico de Chicago, Glencoe, Illinois. No hay detalles disponibles.
- Expertos en árboles Bartlett. Acc. no. 90-1243, origen desconocido.
- Morton Arboretum. Acc. no. 385-68,[13] 14-86.
- Jardín Botánico de Nueva York. Acc. no. 79617, origen desconocido.
- Arboretum Nacional de Estados Unidos,[14] Washington D. C., Estados Unidos. Acc. no. 37834.

### Europa
- Grange Farm Arboretum, Sutton St. James, Spalding, Lincolnshire, UK. Acc. no. 509.
- Real Jardín Botánico de Edimburgo. Acc. no. 20080090, desde semillas recogidas en la naturaleza en Estados Unidos.
- Jardines Sir Harold Hillier, UK. Acc. no. 1980-0443, (Brentry Field).
- Universidad de Copenhague Jardín Botánico. No hay detalles disponibles.

### Australasia
- Cementerio y Crematorio Manukau, Auckland, Nueva Zelanda. No hay detalles disponibles.

## Viveros

### Norteamérica
Disponible en muchos lugares.

### Europa
- Arboretum Waasland,[15] Nieuwkerken-Waas, Bélgica.

### Australasia
Desconocido.